# Kerstin Wenström
Kerstin Wenström, född 16 januari 1860 i Risinge socken, Östergötland, död 1943, var en svensk författare och översättare.
Som författare började Wenström med att uppdatera Gustafva Björklunds God svensk husmanskost (Silén, 1893) och skrev därefter flera framgångsrika liknande egna böcker till Sveriges husmödrars fromma. Som översättare ägnade hon sig åt populärlitteratur, såväl vuxen- som ungdomsböcker, vanligen för B. Wahlströms förlag.
Wenström var dotter till ingenjören Wilhelm Wenström och Maria von Zweigbergk samt syster till uppfinnaren Jonas Wenström och företagledaren Georg Wenström.